# 阿里软件
阿里软件（上海）有限公司（英語：Alisoft (Shanghai) Co., Ltd.）成立于2007年1月8日，是一间商务软件研发公司，研发的软件有网店管理软件，适用于阿里巴巴网站和淘宝网，当中较为著名的软件是即时通讯软件阿里旺旺。
阿里软件于2010年4月30日起关停阿里软件社区、互联平台、软件开发平台、服务接口调用服务。